# Diplusodon villosus
Diplusodon villosus är en fackelblomsväxtart som beskrevs av Johann Baptist Emanuel Pohl. Diplusodon villosus ingår i släktet Diplusodon och familjen fackelblomsväxter. Inga underarter finns listade i Catalogue of Life.